# Don't Shoot Me, I'm Only the Piano Player
Don't Shoot Me, I'm Only the Piano Player es el sexto álbum de Elton John, editado en 1973 por DJM Records. Al igual que el álbum anterior, fue grabado en el Château d'Hérouville, cerca de París, las sesiones tuvieron lugar unos pocos meses después de las de Honky Château. El título del disco hace alusión al cartel que a veces colocaban en los saloons del viejo oeste: "Please, don't shoot the piano player; he's doing the best he can" ("Por favor, no disparen al pianista; está haciéndolo lo mejor que puede").
Este disco marcó su segundo N.º 1 en las lista de los EE. UU., escalando a la misma posición también en Canadá, Italia, Noruega y el Reino Unido. Los dos grandes "hits" del álbum fueron "Crocodile Rock" y "Daniel".

## Grabación
El equipo regresó a Francia para grabar en el Château d'Hérouville, también conocido en ese momento como "Strawberry Studios", que fue como se acreditó al estudio en la portada del álbum; Honky Château, el álbum anterior de Elton John, se había grabado allí. El álbum incluía trompetas arregladas por el productor Gus Dudgeon en "Elderberry Wine" (la cara B de "Crocodile Rock"), "Midnight Creeper" y "I'm Going to Be a Teenage Idol", la última de las cuales fue inspirada por El amigo de John, el líder de T-Rex, Marc Bolan. Los trompetistas eran los mismos que se utilizaron en Honky Château. Paul Buckmaster volvió a añadir hilos en "Blues for Baby and Me" y "Have Mercy on the Criminal". Durante sus conciertos en Australia con la Orquesta Sinfónica de Melbourne en 1986, John elogió el trabajo de Buckmaster en canciones como "Have Mercy on the Criminal", calificando los arreglos de cuerda como "revolucionarios".
El título del álbum provino del amigo y actor/comediante Groucho Marx. Elton tocaba el piano en una fiesta en casa de Groucho; Groucho, quien se refirió a él como 'John Elton', extendió su dedo medio e índice al estilo de una pistola. Elton luego levantó las manos y dijo: "No me disparen, solo soy el pianista" ante la imitación de pistola de Marx.
El álbum fue un gran éxito en ambos lados del Atlántico, encabezando las listas de álbumes del Reino Unido y Estados Unidos. Es uno de los únicos tres álbumes que presenta solo a la banda principal de John en pianos y teclados, Davey Johnstone en guitarras, Dee Murray en el bajo y Nigel Olsson en la batería, sin el percusionista Ray Cooper. Los otros dos son Honky Château (1972) (salvo una actuación de Cooper con congas en la canción "Amy") y Breaking Hearts (1984).
Una nota descartada fue una regrabación de "Skyline Pigeon", que se convirtió en la cara B del sencillo de "Daniel".
Los críticos de la época llamaron a algunas de las actuaciones, especialmente "Crocodile Rock", derivadas, que John reconoció libremente años después. En His Song: The Musical Journey of Elton John de la autora Elizabeth Rosenthal, John dijo que "Crocodile Rock" se escribió como un homenaje abierto a los discos de los años 50, y su voz imitaba intencionalmente al cantante Bobby Vee. "High Flying Bird" tenía la intención de sonar como un disco de Van Morrison, y "Midnight Creeper" fue una sugerencia para los Rolling Stones.
John realizó una gira por Australia durante 1971 y estaba tan inspirado por el exitoso sencillo "Eagle Rock" de Daddy Cool que, con Taupin, escribió "Crocodile Rock". La portada de este álbum tiene una foto del letrista Taupin usando un "Daddy Who?" insignia promocional.
Don't Shoot Me... también fue, según John, el primer álbum durante el cual se sintió cómodo experimentando con sus interpretaciones vocales y su estilo.

## Lista de canciones
| Lado A |                           |          |  |
| N.º    | Título                    | Duración |  |
| 1.     | «"Daniel"»                | 3:55     |  |
| 2.     | «"Teacher I Need You"»    | 4:10     |  |
| 3.     | «"Elderberry Wine"»       | 3:34     |  |
| 4.     | «"Blues for Baby and Me"» | 5:39     |  |
| 5.     | «"Midnight Creeper"»      | 3:52     |  |

| Lado B |                                    |          |  |
| N.º    | Título                             | Duración |  |
| 1.     | «"Have Mercy on the Criminal"»     | 5:58     |  |
| 2.     | «"I'm Going to Be a Teenage Idol"» | 3:56     |  |
| 3.     | «"Texan Love Song"»                | 3:33     |  |
| 4.     | «"Crocodile Rock"»                 | 3:55     |  |
| 5.     | «"High Flying Bird"»               | 4:12     |  |
| 42:45  |                                    |          |  |

| Bonus tracks (reedición de 1995 Mercury and 1996 Rocket) |                                                   |          |  |
| N.º                                                      | Título                                            | Duración |  |
| 1.                                                       | «"Screw You (Young Man's Blues)"»                 | 4:43     |  |
| 2.                                                       | «"Jack Rabbit"»                                   | 1:50     |  |
| 3.                                                       | «"Whenever You’re Ready (We’ll Go Steady Again)"» | 2:51     |  |
| 4.                                                       | «"Skyline Pigeon" (versión piano)»                | 3:56     |  |
| 56:23                                                    |                                                   |          |  |

## Posicionamiento en listas

### Posicionamiento semanal
| País           | Posición |
| -------------- | -------- |
| Australia      | 1        |
| Canada         | 1        |
| Dinamarca      | 4        |
| Países Bajos   | 2        |
| Finlandia      | 2        |
| Italia         | 1        |
| Japón          | 4        |
| Noruega        | 1        |
| España         | 1        |
| Reino Unido    | 1        |
| Estados Unidos | 1        |
| Alemania       | 16       |

### Posicionamiento anual
| País           | Posición (1973) | Posición (1974) | Posición (1975) |
| -------------- | --------------- | --------------- | --------------- |
| Australia      | 4               |                 |                 |
| Países Bajos   | 17              |                 |                 |
| Alemania       | 35              |                 |                 |
| Italia         | 4               |                 |                 |
| Reino Unido    | 2               |                 |                 |
| Estados Unidos | 8               | 67              |                 |
| Dinamarca      |                 |                 | 18              |

## Certificaciones
| Región                                    | Certificado |
| ----------------------------------------- | ----------- |
| Recording Industry Association of America | Platino x3  |